# Нараїв (заповідне урочище)
Нара́їв — заповідне урочище (лісове) в Україні. Розташоване в межах Здолбунівського району Рівненської області, між селами Білашів і Нараїв. 
Площа 52 га. Статус надано згідно з рішенням облвиконкому від 22.11.1983 року № 343 (зміни згідно з рішенням облвиконкому від 18.06.1991 року № 98). Перебуває у віданні ДП «Острозький лісгосп» (Мостівське л-во, кв. 6). 
Статус надано з метою збереження частини лісового масиву з насадженнями дуба, граба, берези тощо.